# Figueiró (Freguesia)
Figueiró ist eine Gemeinde (Freguesia) im portugiesischen Kreis Paços de Ferreira. In ihr leben 2477 Einwohner (Stand 19. April 2021).